# Karang Sari (Ketapang)
Karang Sari is een bestuurslaag in het regentschap Lampung Selatan van de provincie Lampung, Indonesië. Karang Sari telt 3528 inwoners (volkstelling 2010).